# Hørsholm Kirke
Hørsholm Kirke er beliggende på en ø midt i søen i Hørsholm Slotshave. Tidligere lå her Hirschholm Slot, der blev nedrevet i årene 1810-13. Kirkens arkitekt er C.F. Hansen, der også står bag Københavns domkirke, Domhuset i København og Metropolitanskolen på Frue Plads i København.

## Eksterne kilder og henvisninger
- Wikimedia Commons har flere filer relateret til Hørsholm Kirke
- Billede af Hørsholm Kirke
- Hørsholm Kirke hos KortTilKirken.dk
- Hørsholm Kirke hos danmarkskirker.natmus.dk (Danmarks Kirker, Nationalmuseet)